# 1418
Portal Geschichte | Portal Biografien | Aktuelle Ereignisse | Jahreskalender | Tagesartikel

◄ |
14. Jahrhundert |
15. Jahrhundert
| 16. Jahrhundert | ►

◄ |
1380er |
1390er |
1400er |
1410er
| 1420er | 1430er | 1440er | ►

◄◄ |
◄ |
1414 |
1415 |
1416 |
1417 |
1418
| 1419 | 1420 | 1421 | 1422 | ► | ►►
Staatsoberhäupter  · Nekrolog   · Musikjahr
| Januar | Januar | Januar | Januar | Januar | Januar | Januar | Januar |
| Kw     | Mo     | Di     | Mi     | Do     | Fr     | Sa     | So     |
| ------ | ------ | ------ | ------ | ------ | ------ | ------ | ------ |
| 52     |        |        |        |        |        | 1      | 2      |
| 1      | 3      | 4      | 5      | 6      | 7      | 8      | 9      |
| 2      | 10     | 11     | 12     | 13     | 14     | 15     | 16     |
| 3      | 17     | 18     | 19     | 20     | 21     | 22     | 23     |
| 4      | 24     | 25     | 26     | 27     | 28     | 29     | 30     |
| 5      | 31     |        |        |        |        |        |        |

| Februar | Februar | Februar | Februar | Februar | Februar | Februar | Februar |
| Kw      | Mo      | Di      | Mi      | Do      | Fr      | Sa      | So      |
| ------- | ------- | ------- | ------- | ------- | ------- | ------- | ------- |
| 5       |         | 1       | 2       | 3       | 4       | 5       | 6       |
| 6       | 7       | 8       | 9       | 10      | 11      | 12      | 13      |
| 7       | 14      | 15      | 16      | 17      | 18      | 19      | 20      |
| 8       | 21      | 22      | 23      | 24      | 25      | 26      | 27      |
| 9       | 28      |         |         |         |         |         |         |

| März | März | März | März | März | März | März | März |
| Kw   | Mo   | Di   | Mi   | Do   | Fr   | Sa   | So   |
| ---- | ---- | ---- | ---- | ---- | ---- | ---- | ---- |
| 9    |      | 1    | 2    | 3    | 4    | 5    | 6    |
| 10   | 7    | 8    | 9    | 10   | 11   | 12   | 13   |
| 11   | 14   | 15   | 16   | 17   | 18   | 19   | 20   |
| 12   | 21   | 22   | 23   | 24   | 25   | 26   | 27   |
| 13   | 28   | 29   | 30   | 31   |      |      |      |

| April | April | April | April | April | April | April | April |
| Kw    | Mo    | Di    | Mi    | Do    | Fr    | Sa    | So    |
| ----- | ----- | ----- | ----- | ----- | ----- | ----- | ----- |
| 13    |       |       |       |       | 1     | 2     | 3     |
| 14    | 4     | 5     | 6     | 7     | 8     | 9     | 10    |
| 15    | 11    | 12    | 13    | 14    | 15    | 16    | 17    |
| 16    | 18    | 19    | 20    | 21    | 22    | 23    | 24    |
| 17    | 25    | 26    | 27    | 28    | 29    | 30    |       |

| Mai | Mai | Mai | Mai | Mai | Mai | Mai | Mai |
| Kw  | Mo  | Di  | Mi  | Do  | Fr  | Sa  | So  |
| --- | --- | --- | --- | --- | --- | --- | --- |
| 17  |     |     |     |     |     |     | 1   |
| 18  | 2   | 3   | 4   | 5   | 6   | 7   | 8   |
| 19  | 9   | 10  | 11  | 12  | 13  | 14  | 15  |
| 20  | 16  | 17  | 18  | 19  | 20  | 21  | 22  |
| 21  | 23  | 24  | 25  | 26  | 27  | 28  | 29  |
| 22  | 30  | 31  |     |     |     |     |     |

| Juni | Juni | Juni | Juni | Juni | Juni | Juni | Juni |
| Kw   | Mo   | Di   | Mi   | Do   | Fr   | Sa   | So   |
| ---- | ---- | ---- | ---- | ---- | ---- | ---- | ---- |
| 22   |      |      | 1    | 2    | 3    | 4    | 5    |
| 23   | 6    | 7    | 8    | 9    | 10   | 11   | 12   |
| 24   | 13   | 14   | 15   | 16   | 17   | 18   | 19   |
| 25   | 20   | 21   | 22   | 23   | 24   | 25   | 26   |
| 26   | 27   | 28   | 29   | 30   |      |      |      |

| Juli | Juli | Juli | Juli | Juli | Juli | Juli | Juli |
| Kw   | Mo   | Di   | Mi   | Do   | Fr   | Sa   | So   |
| ---- | ---- | ---- | ---- | ---- | ---- | ---- | ---- |
| 26   |      |      |      |      | 1    | 2    | 3    |
| 27   | 4    | 5    | 6    | 7    | 8    | 9    | 10   |
| 28   | 11   | 12   | 13   | 14   | 15   | 16   | 17   |
| 29   | 18   | 19   | 20   | 21   | 22   | 23   | 24   |
| 30   | 25   | 26   | 27   | 28   | 29   | 30   | 31   |

| August | August | August | August | August | August | August | August |
| Kw     | Mo     | Di     | Mi     | Do     | Fr     | Sa     | So     |
| ------ | ------ | ------ | ------ | ------ | ------ | ------ | ------ |
| 31     | 1      | 2      | 3      | 4      | 5      | 6      | 7      |
| 32     | 8      | 9      | 10     | 11     | 12     | 13     | 14     |
| 33     | 15     | 16     | 17     | 18     | 19     | 20     | 21     |
| 34     | 22     | 23     | 24     | 25     | 26     | 27     | 28     |
| 35     | 29     | 30     | 31     |        |        |        |        |

| September | September | September | September | September | September | September | September |
| Kw        | Mo        | Di        | Mi        | Do        | Fr        | Sa        | So        |
| --------- | --------- | --------- | --------- | --------- | --------- | --------- | --------- |
| 35        |           |           |           | 1         | 2         | 3         | 4         |
| 36        | 5         | 6         | 7         | 8         | 9         | 10        | 11        |
| 37        | 12        | 13        | 14        | 15        | 16        | 17        | 18        |
| 38        | 19        | 20        | 21        | 22        | 23        | 24        | 25        |
| 39        | 26        | 27        | 28        | 29        | 30        |           |           |

| Oktober | Oktober | Oktober | Oktober | Oktober | Oktober | Oktober | Oktober |
| Kw      | Mo      | Di      | Mi      | Do      | Fr      | Sa      | So      |
| ------- | ------- | ------- | ------- | ------- | ------- | ------- | ------- |
| 39      |         |         |         |         |         | 1       | 2       |
| 40      | 3       | 4       | 5       | 6       | 7       | 8       | 9       |
| 41      | 10      | 11      | 12      | 13      | 14      | 15      | 16      |
| 42      | 17      | 18      | 19      | 20      | 21      | 22      | 23      |
| 43      | 24      | 25      | 26      | 27      | 28      | 29      | 30      |
| 44      | 31      |         |         |         |         |         |         |

| November | November | November | November | November | November | November | November |
| Kw       | Mo       | Di       | Mi       | Do       | Fr       | Sa       | So       |
| -------- | -------- | -------- | -------- | -------- | -------- | -------- | -------- |
| 44       |          | 1        | 2        | 3        | 4        | 5        | 6        |
| 45       | 7        | 8        | 9        | 10       | 11       | 12       | 13       |
| 46       | 14       | 15       | 16       | 17       | 18       | 19       | 20       |
| 47       | 21       | 22       | 23       | 24       | 25       | 26       | 27       |
| 48       | 28       | 29       | 30       |          |          |          |          |

| Dezember | Dezember | Dezember | Dezember | Dezember | Dezember | Dezember | Dezember |
| Kw       | Mo       | Di       | Mi       | Do       | Fr       | Sa       | So       |
| -------- | -------- | -------- | -------- | -------- | -------- | -------- | -------- |
| 48       |          |          |          | 1        | 2        | 3        | 4        |
| 49       | 5        | 6        | 7        | 8        | 9        | 10       | 11       |
| 50       | 12       | 13       | 14       | 15       | 16       | 17       | 18       |
| 51       | 19       | 20       | 21       | 22       | 23       | 24       | 25       |
| 52       | 26       | 27       | 28       | 29       | 30       | 31       |          |

| Januar | Januar | Januar | Januar | Januar | Januar | Januar | Januar |
| Kw     | Mo     | Di     | Mi     | Do     | Fr     | Sa     | So     |
| ------ | ------ | ------ | ------ | ------ | ------ | ------ | ------ |
| 52     |        |        |        |        |        | 1      | 2      |
| 1      | 3      | 4      | 5      | 6      | 7      | 8      | 9      |
| 2      | 10     | 11     | 12     | 13     | 14     | 15     | 16     |
| 3      | 17     | 18     | 19     | 20     | 21     | 22     | 23     |
| 4      | 24     | 25     | 26     | 27     | 28     | 29     | 30     |
| 5      | 31     |        |        |        |        |        |        |

| Februar | Februar | Februar | Februar | Februar | Februar | Februar | Februar |
| Kw      | Mo      | Di      | Mi      | Do      | Fr      | Sa      | So      |
| ------- | ------- | ------- | ------- | ------- | ------- | ------- | ------- |
| 5       |         | 1       | 2       | 3       | 4       | 5       | 6       |
| 6       | 7       | 8       | 9       | 10      | 11      | 12      | 13      |
| 7       | 14      | 15      | 16      | 17      | 18      | 19      | 20      |
| 8       | 21      | 22      | 23      | 24      | 25      | 26      | 27      |
| 9       | 28      |         |         |         |         |         |         |

| März | März | März | März | März | März | März | März |
| Kw   | Mo   | Di   | Mi   | Do   | Fr   | Sa   | So   |
| ---- | ---- | ---- | ---- | ---- | ---- | ---- | ---- |
| 9    |      | 1    | 2    | 3    | 4    | 5    | 6    |
| 10   | 7    | 8    | 9    | 10   | 11   | 12   | 13   |
| 11   | 14   | 15   | 16   | 17   | 18   | 19   | 20   |
| 12   | 21   | 22   | 23   | 24   | 25   | 26   | 27   |
| 13   | 28   | 29   | 30   | 31   |      |      |      |

| April | April | April | April | April | April | April | April |
| Kw    | Mo    | Di    | Mi    | Do    | Fr    | Sa    | So    |
| ----- | ----- | ----- | ----- | ----- | ----- | ----- | ----- |
| 13    |       |       |       |       | 1     | 2     | 3     |
| 14    | 4     | 5     | 6     | 7     | 8     | 9     | 10    |
| 15    | 11    | 12    | 13    | 14    | 15    | 16    | 17    |
| 16    | 18    | 19    | 20    | 21    | 22    | 23    | 24    |
| 17    | 25    | 26    | 27    | 28    | 29    | 30    |       |

| Mai | Mai | Mai | Mai | Mai | Mai | Mai | Mai |
| Kw  | Mo  | Di  | Mi  | Do  | Fr  | Sa  | So  |
| --- | --- | --- | --- | --- | --- | --- | --- |
| 17  |     |     |     |     |     |     | 1   |
| 18  | 2   | 3   | 4   | 5   | 6   | 7   | 8   |
| 19  | 9   | 10  | 11  | 12  | 13  | 14  | 15  |
| 20  | 16  | 17  | 18  | 19  | 20  | 21  | 22  |
| 21  | 23  | 24  | 25  | 26  | 27  | 28  | 29  |
| 22  | 30  | 31  |     |     |     |     |     |

| Juni | Juni | Juni | Juni | Juni | Juni | Juni | Juni |
| Kw   | Mo   | Di   | Mi   | Do   | Fr   | Sa   | So   |
| ---- | ---- | ---- | ---- | ---- | ---- | ---- | ---- |
| 22   |      |      | 1    | 2    | 3    | 4    | 5    |
| 23   | 6    | 7    | 8    | 9    | 10   | 11   | 12   |
| 24   | 13   | 14   | 15   | 16   | 17   | 18   | 19   |
| 25   | 20   | 21   | 22   | 23   | 24   | 25   | 26   |
| 26   | 27   | 28   | 29   | 30   |      |      |      |

| Juli | Juli | Juli | Juli | Juli | Juli | Juli | Juli |
| Kw   | Mo   | Di   | Mi   | Do   | Fr   | Sa   | So   |
| ---- | ---- | ---- | ---- | ---- | ---- | ---- | ---- |
| 26   |      |      |      |      | 1    | 2    | 3    |
| 27   | 4    | 5    | 6    | 7    | 8    | 9    | 10   |
| 28   | 11   | 12   | 13   | 14   | 15   | 16   | 17   |
| 29   | 18   | 19   | 20   | 21   | 22   | 23   | 24   |
| 30   | 25   | 26   | 27   | 28   | 29   | 30   | 31   |

| August | August | August | August | August | August | August | August |
| Kw     | Mo     | Di     | Mi     | Do     | Fr     | Sa     | So     |
| ------ | ------ | ------ | ------ | ------ | ------ | ------ | ------ |
| 31     | 1      | 2      | 3      | 4      | 5      | 6      | 7      |
| 32     | 8      | 9      | 10     | 11     | 12     | 13     | 14     |
| 33     | 15     | 16     | 17     | 18     | 19     | 20     | 21     |
| 34     | 22     | 23     | 24     | 25     | 26     | 27     | 28     |
| 35     | 29     | 30     | 31     |        |        |        |        |

| September | September | September | September | September | September | September | September |
| Kw        | Mo        | Di        | Mi        | Do        | Fr        | Sa        | So        |
| --------- | --------- | --------- | --------- | --------- | --------- | --------- | --------- |
| 35        |           |           |           | 1         | 2         | 3         | 4         |
| 36        | 5         | 6         | 7         | 8         | 9         | 10        | 11        |
| 37        | 12        | 13        | 14        | 15        | 16        | 17        | 18        |
| 38        | 19        | 20        | 21        | 22        | 23        | 24        | 25        |
| 39        | 26        | 27        | 28        | 29        | 30        |           |           |

| Oktober | Oktober | Oktober | Oktober | Oktober | Oktober | Oktober | Oktober |
| Kw      | Mo      | Di      | Mi      | Do      | Fr      | Sa      | So      |
| ------- | ------- | ------- | ------- | ------- | ------- | ------- | ------- |
| 39      |         |         |         |         |         | 1       | 2       |
| 40      | 3       | 4       | 5       | 6       | 7       | 8       | 9       |
| 41      | 10      | 11      | 12      | 13      | 14      | 15      | 16      |
| 42      | 17      | 18      | 19      | 20      | 21      | 22      | 23      |
| 43      | 24      | 25      | 26      | 27      | 28      | 29      | 30      |
| 44      | 31      |         |         |         |         |         |         |

| November | November | November | November | November | November | November | November |
| Kw       | Mo       | Di       | Mi       | Do       | Fr       | Sa       | So       |
| -------- | -------- | -------- | -------- | -------- | -------- | -------- | -------- |
| 44       |          | 1        | 2        | 3        | 4        | 5        | 6        |
| 45       | 7        | 8        | 9        | 10       | 11       | 12       | 13       |
| 46       | 14       | 15       | 16       | 17       | 18       | 19       | 20       |
| 47       | 21       | 22       | 23       | 24       | 25       | 26       | 27       |
| 48       | 28       | 29       | 30       |          |          |          |          |

| Dezember | Dezember | Dezember | Dezember | Dezember | Dezember | Dezember | Dezember |
| Kw       | Mo       | Di       | Mi       | Do       | Fr       | Sa       | So       |
| -------- | -------- | -------- | -------- | -------- | -------- | -------- | -------- |
| 48       |          |          |          | 1        | 2        | 3        | 4        |
| 49       | 5        | 6        | 7        | 8        | 9        | 10       | 11       |
| 50       | 12       | 13       | 14       | 15       | 16       | 17       | 18       |
| 51       | 19       | 20       | 21       | 22       | 23       | 24       | 25       |
| 52       | 26       | 27       | 28       | 29       | 30       | 31       |          |

## Ereignisse

### Politik und Weltgeschehen

#### Hundertjähriger Krieg in Frankreich
- Februar: Im Bürgerkrieg der Armagnacs und Bourguignons läuft die französische Königin Isabeau zu den Bourguignons über und errichtet mit Hilfe burgundischer Fachleute in Troyes eine Gegenregierung zu der der Armagnacs in Paris.

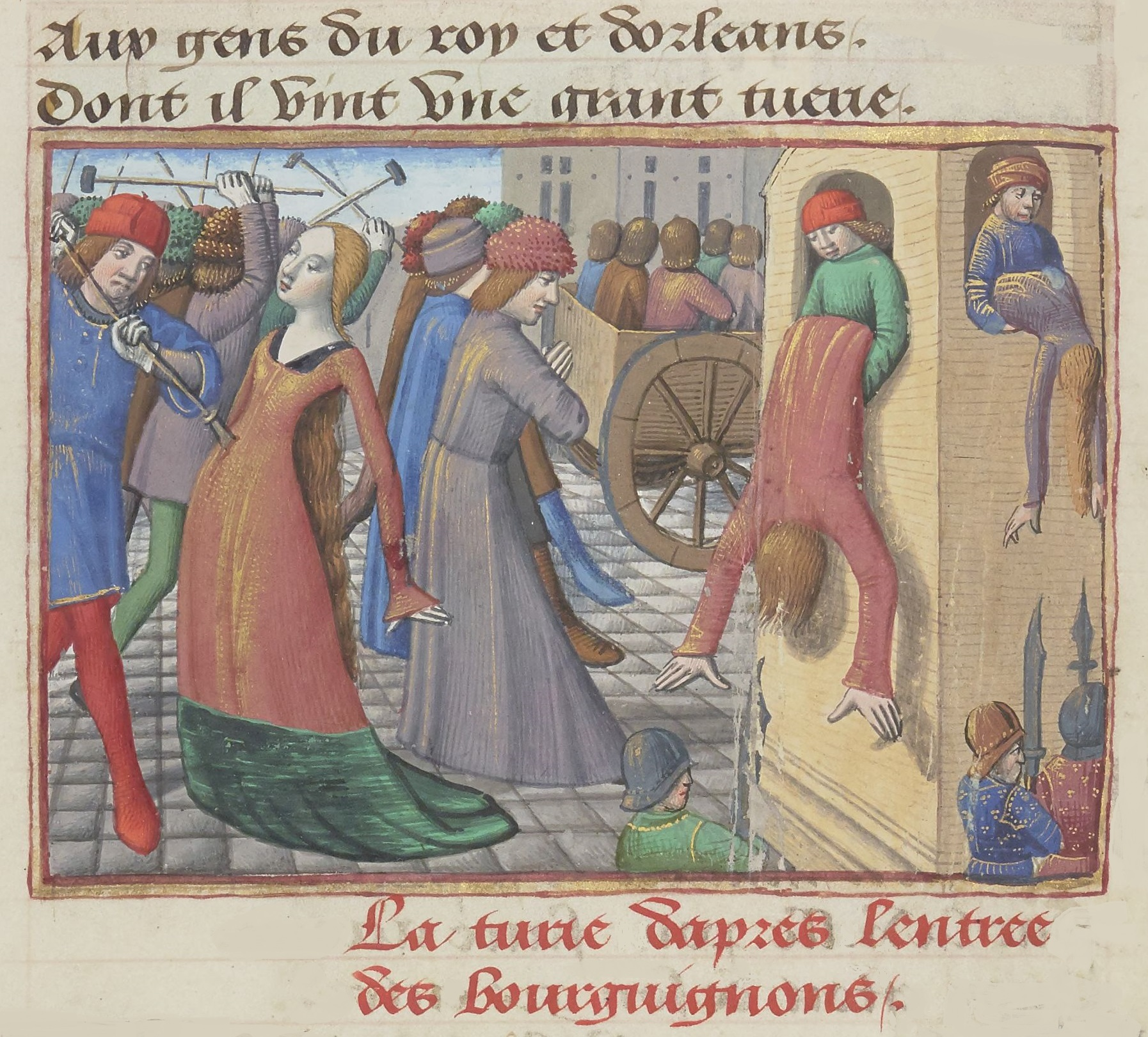
Massaker an den Armagnacs

- 28./29. Mai: In der Nacht gelingt den Bourguignons die Einnahme von Paris, unterstützt von Stadtbewohnern, die dem Offizier Jean de Villiers de L’Isle-Adam ein Stadttor öffnen. Anschließend kommt es zu einem dreitägigen Massaker an den Anhängern der Armagnacs. Deren Oberhaupt Bernard VII. d’Armagnac wird am 12. Juni ermordet. Der 16-jährige Dauphin, der spätere König Karl VII. kann mit Hilfe von Tanneguy du Chastel entkommen und begibt sich nach Bourges.
- Heinrich V. von England erneuert den Krieg mit Frankreich; ein weiterer großer Teil Frankreichs wird von den Engländern erobert. Die Belagerung von Rouen beginnt im Juli.

#### Portugal

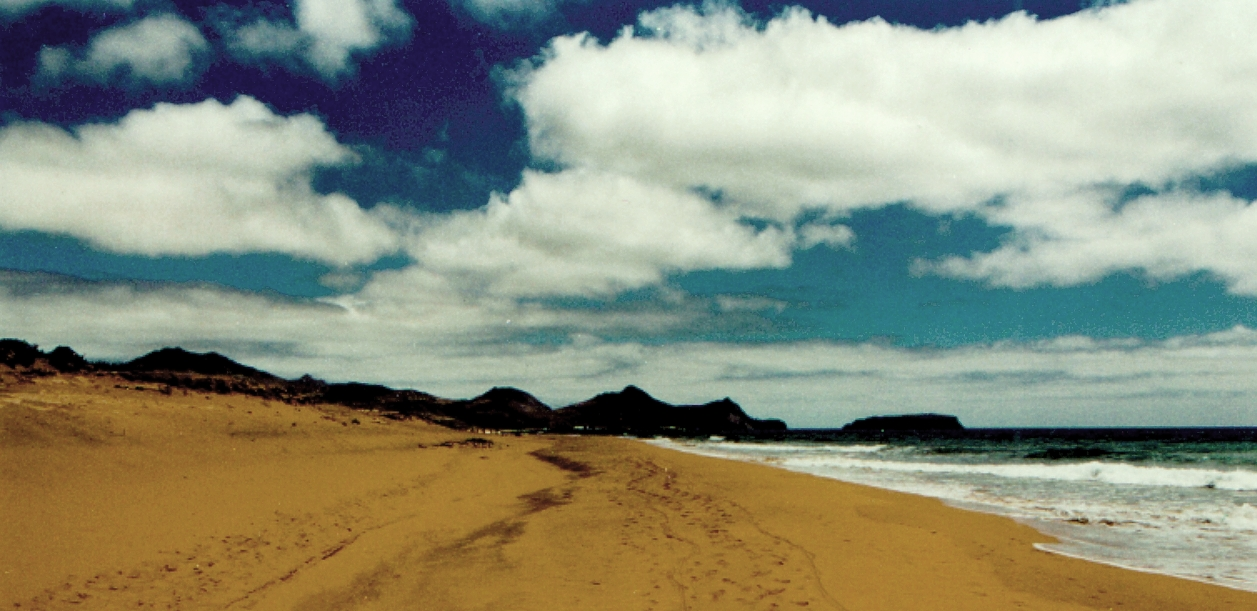
Der Strand Campo de Baixo auf Porto Santo

- Die Portugiesen unter João Gonçalves Zarco und Tristão Vaz Teixeira landen mit Porto Santo erstmals auf einer Insel des Madeira-Archipels, um eine mögliche Besiedlung zu prüfen. Dafür wird unter anderem ein trächtiges Kaninchen ausgesetzt.

#### Weitere Ereignisse in Europa
- 16. April: Nach dem Tod von Theodor II. wird sein Sohn Johann Jakob Markgraf von Montferrat.
- 4. Oktober: Werner von Falkenstein, Erzbischof und Kurfürst von Trier, stirbt. Schon zehn Tage später wird sein Neffe Otto von Ziegenhain zu seinem Nachfolger gewählt.
- 5. Oktober: In einer Schlacht bei Radkersburg soll ein innerösterreichisches Aufgebot osmanisch-türkische Streiftrupps vernichtet haben. Die vermeintliche Türkenschlacht ist jedoch eine Erfindung des 17. Jahrhunderts.
- Im Streit um Ländereien zwischen dem Bistum Cammin und Herzog Bogislaw VIII. von Pommern-Stolp erreicht Bischof Magnus auf dem Konzil von Konstanz, dass Bogislaw, der den schärfsten kirchlichen Zensuren Widerstand geleistet hat, mit dem päpstlichen Bann belegt wird. Er wird zur Herausgabe der Stiftsgüter sowie zur Zahlung der Verfahrenskosten in Höhe von 40.000 Gulden verurteilt. Doch noch vor Bekanntgabe des Urteils stirbt Bogislaw. Nachfolger wird sein minderjähriger Sohn Bogislaw IX. vorläufig unter der Vormundschaft seiner Mutter Sophie. Die beiden setzen den Camminer Bistumsstreit fort.

#### Kaiserreich China

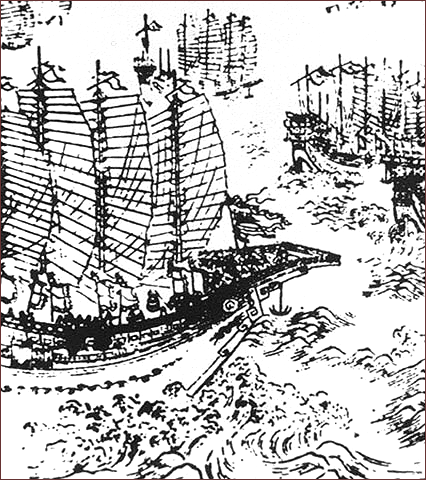
Zheng Hes Flotte auf einem Holzschnitt des 17. Jahrhunderts

- Der chinesische Admiral Zheng He gelangt auf seiner fünften Reise im Auftrag des Kaisers Yongle mit seinem Schiff bis nach Mogadischu im heutigen Somalia.

#### Korea
- Juni: Da Taejong, König der Joseon-Dynastie in Korea, über das Verhalten seines erstgeborenen Sohnes und designierten Nachfolgers Yangnyeong erzürnt ist, ernennt er seinen dritten Sohn Chungnyeong zum Kronprinzen. Im August dankt König Taejong ab und Chungnyeong wird im September inthronisiert. Der Name Sejong, der übersetzt so viel bedeutet wie: epochaler Vorfahre, wird ihm aufgrund seiner Leistung für das Volk und die Wissenschaft allerdings erst nach seinem Tod verliehen.

### Gesellschaft
- Nach dem Tod seiner Frau Anna möchte Vytautas, Großfürst von Litauen, seine angeheiratete Nichte Uljana Olschanski heiraten. Peter von Krakau, der Bischof von Vilnius, weigert sich aber, die Trauung zu vollziehen und besteht darauf, dass zuerst die Zustimmung des Papstes eingeholt werden müsse. Schließlich wird das Paar von Johann I., dem Bischof von Włocławek, vor Weihnachten getraut, und Vytautas erlangt von Papst Martin V. später noch die matrimoniale Dispens.

### Religion
- Arnold Stoltevoet wird als Nachfolger des im Frühjahr verstorbenen Johannes Ochmann zum Bischof des Bistums Reval gewählt. Auf dem Konzil von Konstanz bestätigt ihn Papst Martin V. am 18. April in seinem Amt. Auf der Rückreise in sein Bistum wird er am 17. Juli durch den Hochmeister des Deutschen Ordens Michael Küchmeister auf der Marienburg in den Orden aufgenommen und zum Bischof geweiht.
- Nach dem Tod von Sebastian Stempfl am 12. April wählt das Domkapitel unter dem Einfluss von Herzog Friedrich IV. von Tirol Bertold von Bückelsburg zu dessen Nachfolger als Bischof von Brixen. Am 11. Juli erfolgt die Bestätigung durch Papst Martin V., die Bischofsweihe erhält Bertold erst im Folgejahr.

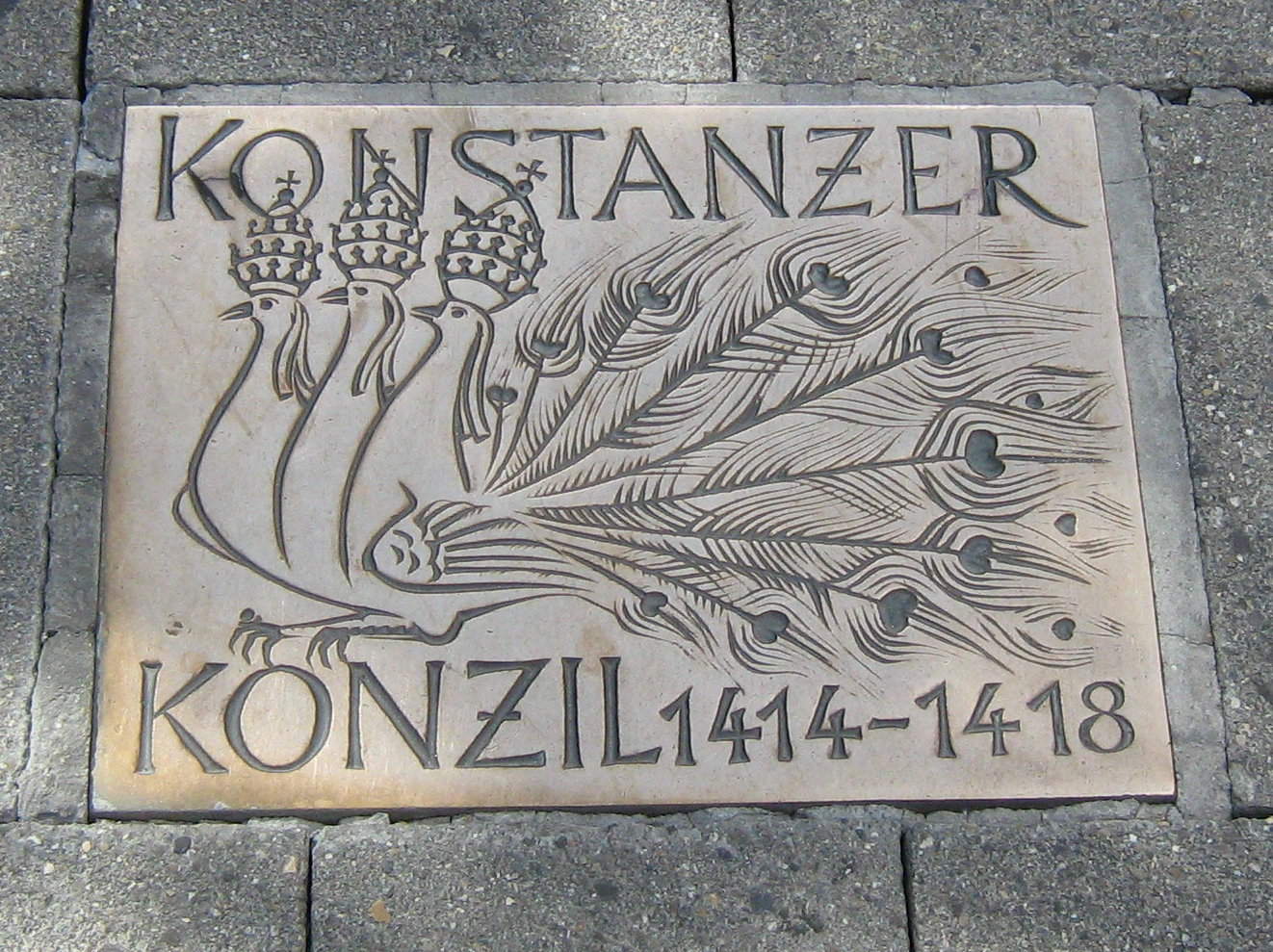
Erinnerungstafel in der Fußgängerzone von Konstanz

- 22. April: Papst Martin V. beendet das Konzil von Konstanz formell mit der 44. Sitzung.

## Geboren

### Geburtsdatum gesichert
- 06. Januar: Hans III. zu Rodenstein, deutscher Adeliger († 1500)
- 11. Januar: Hans Feer, Luzerner Schultheiss, Kleinrat, Land- und Kirchenvogt sowie Tagsatzungsgesandter († 1484)
- 12. März: Philipp II., Graf von Nassau-Weilburg († 1492)
- 07. Juli: Peter II., Herzog der Bretagne und Graf von Montfort-l'Amaury († 1457)
- 24. September: Anne de Lusignan, Herzogin von Savoyen († 1462)
- 08. Dezember: Jeonghui, Königin der Joseon-Dynastie in Korea († 1483)
- 18. Dezember: Albrecht VI., Herzog von Österreich († 1463)

### Genaues Geburtsdatum unbekannt
- Neri di Bicci, italienischer Maler († 1492)
- Andrea Bregno, italienischer Bildhauer († 1503)
- Olivier de Coëtivy, französischer Militär, Seneschall von Guyenne und Saintonge († 1480)
- Agostino di Duccio, italienischer Bildhauer († um 1481)
- Friedrich II., Herzog zu Braunschweig-Lüneburg († 1478)
- Johannes Hinderbach, Bischof von Trient († 1486)
- Johann V., Herzog zu Mecklenburg († um 1443)
- Ludwig I., Connétable von Frankreich († 1475)
- Isotta Nogarola, italienische Humanistin und Autorin († 1466)
- Josef della Reina, kabbalistisch-messianischer Schwärmer in Galiläa († 1472)
- Roberto Sanseverino d’Aragona, italienischer Condottiere († 1487)

### Geboren um 1418
- 1417/1418: Thomas Pirckheimer, deutscher Jurist und Frühhumanist († 1473)
- Philippe de Crèvecœur, Marschall von Frankreich († 1494)

## Gestorben

### Erstes Halbjahr
- 10. Januar: Wilhelm II., Graf von Namur (* 1355)
- 31. Januar: Mircea cel Bătrân, Herrscher der Walachei (* 1355)
- 11. Februar: Bogislaw VIII., Herzog von Pommern-Stolp und Administrator im Bistum Cammin (* um 1364)
- 22. März: Dietrich von Nieheim, deutscher Historiker (* um 1345)
- 30. März: Giacomo de’ Rossi, Bischof von Verona und Luni, Erzbischof von Neapel (* vor 1363)
- 12. April: Sebastian Stempfl, Bischof von Brixen
- 16. April: Theodor II., Markgraf von Montferrat (* um 1364)
- 02. Juni: Katharina von Lancaster, Königin von Kastilien (* 1373)
- 12. Juni: Bernard VII., Graf von Armagnac, Connétable von Frankreich (* um 1360)

### Zweites Halbjahr
- 16. Juli: Ahmad al-Qalqaschandi, ägyptischer Schreiber und Mathematiker (* 1355)
- 31. Juli: Anna, Großfürstin von Litauen
- 01. August: Richard Grey, 1. Baron Grey of Codnor, englischer Adeliger, Militär und Diplomat (* um 1371)
- 02. August: Philip Darcy, englischer Adliger (* um 1398)
- 16. August: Angelo Barbarigo, Bischof von Kissamos, Kardinal der katholischen Kirche (* um 1350)
- 20. August: Burkhard II. von Lützelstein, Probst vom Hochstift Straßburg und Elekt von Straßburg
- 000September: Antoine de Challant, Erzbischof von Tarentaise und Kardinal (* 1340/50)
- 04. Oktober: Werner von Falkenstein, Erzbischof von Trier (* um 1355)
- um den 30. November: Heinrich II. von Nauen, Domherr und Bischof von Schwerin

### Genaues Todesdatum unbekannt
- Margarete von Joinville, Gräfin von Vaudémont und Herrin von Joinville (* 1354)
- Johannes Ochmann, Bischof von Reval
- Otto II., Markgraf von Hachberg und Herr zu Höhingen
- Gjin Zenevisi, albanischer Magnat und Heerführer im nördlichen Epirus

### Gestorben um 1419
- 1417/1418: İmadəddin Nəsimi, aserbaidschanischer Dichter (* um 1369)
- Margaret Stewart, schottische Adelige (* um 1355)